# Suzaan van Biljon
Suzaan van Biljon (Bloemfontein (Vrijstaat), 26 april 1988) is een Zuid-Afrikaans zwemster. Ze vertegenwoordigde haar vaderland op de Olympische Zomerspelen 2008 in Peking.

## Zwemcarrière
Bij haar internationale debuut, op de wereldkampioenschappen zwemmen 2005 in Montreal, eindigde van Biljon als zesde op de 100 meter schoolslag en als achtste op de 200 meter schoolslag, op de 50 meter schoolslag strandde ze in de halve finales.
Tijdens de Gemenebestspelen 2006 in Melbourne veroverde de Zuid-Afrikaanse de bronzen medaille op de 200 meter schoolslag, op de 100 meter schoolslag eindigde ze als vijfde en op de 50 meter schoolslag als zesde. Op de Wereldkampioenschappen kortebaanzwemmen 2006 in Shanghai sleepte van Biljon de zilveren medaille in de wacht op de 100 meter schoolslag en eindigde ze als vijfde op de 50 meter schoolslag, op de 200 meter schoolslag werd ze in de finale gediskwalificeerd. In Victoria nam de Zuid-Afrikaanse deel aan de Pan Pacific kampioenschappen zwemmen 2006, op dit toernooi veroverde ze de gouden medaille op de 200 meter schoolslag en eindigde ze als vierde op de 100 meter schoolslag.
Op de wereldkampioenschappen zwemmen 2007 in Melbourne eindigde van Biljon als vierde op de 200 meter schoolslag, op de 50 en de 100 meter schoolslag werd ze uitgeschakeld in de series.
In Manchester nam de Zuid-Afrikaanse deel aan de wereldkampioenschappen kortebaanzwemmen 2008, op dit toernooi veroverde ze de wereldtitel op de 200 meter schoolslag en de bronzen medaille op de 100 meter schoolslag. Op de 50 meter schoolslag en de 200 meter wisselslag strandde ze in de series. Samen met Melissa Corfe, Amanda Loots en Lize-Mari Retief eindigde ze als zevende op de 4x100 meter wisselslag. Tijdens de Olympische Zomerspelen van 2008 in Peking werd van Biljon uitgeschakeld in de halve finales van de 100 en de 200 meter schoolslag.

### 2009-heden
In 2009 en 2010 nam Van Biljon aan geen enkele belangrijke wedstrijd deel. De Zuid-Afrikaanse maakte haar rentree op de wereldkampioenschappen zwemmen 2011. Op dit toernooi strandde ze in de halve finales van de 50 meter schoolslag en in de series van de 100 meter schoolslag. Op de 4x100 meter wisselslag werd ze samen met Karin Prinsloo, Vanessa Mohr en Leone Vorster uitgeschakeld in de series.

## Internationale toernooien
| Jaar | Olympische Spelen                                             | WK langebaan                                                                         | WK kortebaan                                                                                        | PanPacs                              | Gemenebestspelen                                         |
| ---- | ------------------------------------------------------------- | ------------------------------------------------------------------------------------ | --------------------------------------------------------------------------------------------------- | ------------------------------------ | -------------------------------------------------------- |
| 2005 |                                                               | 14e 50m schoolslag 6e 100m schoolslag 8e 200m schoolslag 16e 4x100m wisselslag       | |                                      |                                                          |
| 2006 |                                                               |                                                                                      | 5e 50m schoolslag · 100m schoolslag · DQ 200m schoolslag                                            | 4e 100m schoolslag · 200m schoolslag | 6e 50m schoolslag · 5e 100m schoolslag · 200m schoolslag |
| 2007 |                                                               | 22e 50m schoolslag 25e 100m schoolslag 4e 200 meter schoolslag 16e 4x100m wisselslag | |                                      |                                                          |
| 2008 | 16e 100m schoolslag 15e 200m schoolslag 12e 4x100m wisselslag |                                                                                      | 16e 50m schoolslag · 100m schoolslag · 200m schoolslag · 27e 200m wisselslag · 7e 4x100m wisselslag |                                      |                                                          |
| 2009 |                                                               | geen deelname                                                                        | |                                      |                                                          |
| 2010 |                                                               |                                                                                      | geen deelname                                                                                       | geen deelname                        | geen deelname                                            |
| 2011 |                                                               | 14e 50m schoolslag 25e 100m schoolslag 15e 4x100m wisselslag                         | |                                      |                                                          |

## Persoonlijke records
Bijgewerkt tot en met 10 augustus 2008

### Kortebaan
| Afstand         | Tijd    | Datum         | Plaats     |
| --------------- | ------- | ------------- | ---------- |
| 050m schoolslag | 30,73   | 6 april 2006  | Shanghai   |
| 100m schoolslag | 1.05,36 | 11 april 2008 | Manchester |
| 200m schoolslag | 2.18,73 | 13 april 2008 | Manchester |

### Langebaan
| Afstand         | Tijd    | Datum            | Plaats    |
| --------------- | ------- | ---------------- | --------- |
| 050m schoolslag | 31,90   | 17 maart 2006    | Melbourne |
| 100m schoolslag | 1.07,55 | 10 augustus 2008 | Peking    |
| 200m schoolslag | 2.25,39 | 18 maart 2006    | Melbourne |